# Ziemia Obiecana (Biblia)
Ziemia Obiecana (hebr.: אֶרֶץ יִשְׂרָאֵל, Erec Israel, Ziemia Izraela) – biblijne miejsce, do którego Mojżesz prowadził Izraelitów po wyprowadzeniu ich z Egiptu i przeprowadzeniu przez Morze Czerwone.

## Ziemia Obiecana w Biblii
Granice starożytnej Ziemi Obiecanej zostały zakreślone w Biblii w Księdze Wyjścia 23:31, Księdze Liczb 34:1-12 i Jozuego 1:4. Przez wieki obszar ten niektórzy zwali Palestyną od łacińskiej nazwy Palaestina i greckiej Palaistíne. Tę ostatnią zaczerpnięto z hebrajskiego Pelészet. W Starym Testamencie wyraz ów tłumaczony jest na Filistea i odnosi się tylko do ziemi Filistynów, będących wrogami ludu Bożego. Bóg obiecał tę ziemię Abrahamowi i jego potomkom. Krainę tę uważano za dziedzictwo i dar Boga, bezpieczne i spokojne życie w Ziemi Obiecanej było Łaską od Boga. Starotestamentalna obietnica Ziemi Obiecanej została przeniesiona przez Jezusa na inną płaszczyznę – Królestwa Ojca.
Kraina ta odznacza się niezwykłym zróżnicowaniem środowiska geograficznego – na tym małym skrawku ziemi znajdują się najróżniejsze formy terenu i osobliwości spotykane na całym globie.

### Obszar
Zgodnie z granicami wyznaczonymi przez Boga a opisanymi w Ks. Liczb, ziemię obiecaną Izraelowi stanowił wąski pas terenu. Długość jej mierzona z północy na południe, wynosiła niecałe 500 kilometrów, a przeciętna szerokość około 60 kilometrów. Cały ten obszar Izraelici zdobyli dopiero za panowania Dawida i Salomona, którzy podporządkowali sobie wiele zamieszkujących go ludów. Teren rzeczywiście zasiedlony przez Izraelitów ciągnął się od Dan do Beer Szewy (jak go często opisywano) – z północy na południe jakieś 240 kilometrów (1 Krl 4:25). W poprzek kraju odległość od góry Karmel do Morza Galilejskiego wynosi około 50 kilometrów, a na południowy zachód – od Gazy do Morza Martwego jest ponad 80 kilometrów. Zamieszkany teren na zachód od Jordanu miał zaledwie 15 000 kilometrów kwadratowych. Jednakże Izraelici osiedlili się też po wschodniej stronie Jordanu (pierwotnie nie objętej obiecanymi granicami), toteż całe zajęte przez nich terytorium miało w sumie blisko 26 000 kilometrów kwadratowych.

### Podział Ziemi Obiecanej
Rejony geograficzne:

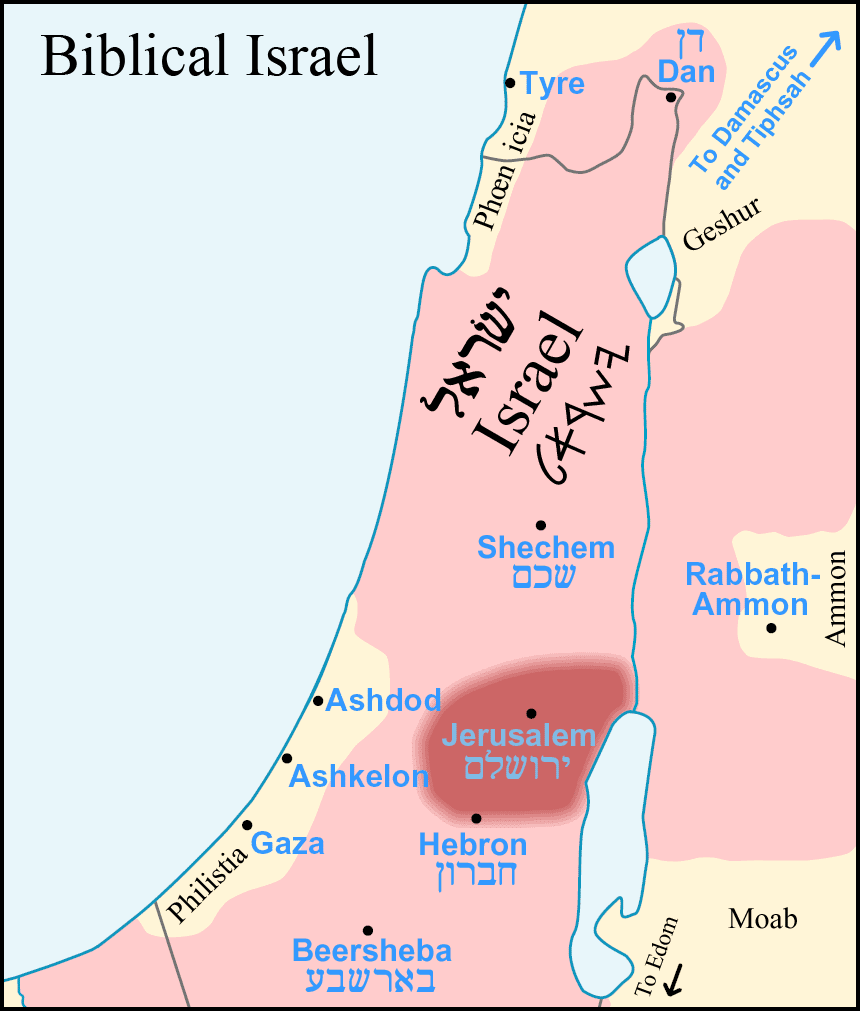
Ziemia Obiecana

A. Wybrzeże Morza Wielkiego (Joz 15:12}

B. Równiny na zachód od Jordanu
1. Równina Aszera (Sdz 5:17)
2. Pobrzeże Dor (Joz 12:23)
3. Pastwiska Szaronu (1Krn 5:16)
4. Równina Filistyńska (Rdz 21:32; Wj 13:17)
5. Centralna dolina wschód – zachód
a. Równina Megiddo (Ezdrelon) 2Krn 35:22
b. Nizina Jizreel (Sdz 6:33)
C. Górzyste regiony na zachód od Jordanu
1. Wzgórza Galilei (Joz 20:7; Iz 9:1)
2. Góra Karmel (1Krl 18:19,20,42)
3. Wzgórza Samarii (Jr 31:5; Am 3:9)
4. Szefela (Joz 11:2; Sdz 1:9)
5. Wyżyna Judzka (Joz 11:21)
6. Pustkowie Judzkie (Jeszimon) (Sdz 1:16; 1Sm 23:19)
7. Negeb (Rdz 12:9; Lb 21:1)
8. Pustkowie Paran (Rdz 21:21; Lb 13:1-3)
D. Wielka Araba (Rów Jordanu) (2Sm 2:29; Jer. 52:7)
1. Kotlina Chule
2. Okolice Morza Galilejskiego (Mt 14:34; J 6:1)
3. Okręg doliny Jordanu (Al-Ghor) (1Krl 7:46; 2Krn 4:17; Łk 3:3)
4. Morze Słone (Martwe lub Araby) (Lb 34:3; Pwt 4:49; Joz 3:16)
5. Araba (na południe od Morza Słonego) (Pwt 2:8)
E. Góry i płaskowyże na wschód od Jordanu (Joz 13:9,16,17,21; 20:8)
1. Baszan (1 Kron. 5:11; Ps 68:15)
2. Gilead (Joz 22:9)
3. Ziemia Ammonitów i Moabitów (Joz 13:25; 1Krn 19:2; Pwt 1:5)
4. Płaskowyż Edomu (Lb 21:4; Sdz 11:18)
F. Góry Libanu (Joz 13:5)